# Schwalbach (Sarre)
Pour les articles homonymes, voir Schwalbach.
Schwalbach est une commune de la Sarre. Elle est située dans une ancienne région minière et aujourd'hui encore on exploite du minerai à l'endroit où se trouve le terril dit « die Halde ».

## Histoire
- 26 septembre 1795 : combat de Schwalbach.

## Quartiers
- Derlen ;
- Elm ;
- Griesborn ;
- Hülzweiler ;
- Knausholz ;
- Schwalbach ;
- Sprengen.

## Administration
- -1994 : Georg Fleck (CDU) ;
- 1994- : Eberhard Blaß (SPD).